# La dama de picas (película de 1916)
La dama de picas (en ruso: «Пиковая дама», romanizado: Pikovaya dama) es una adaptación fílmica del año 1916 del cuento homónimo de Aleksandr Pushkin, de 1834. Se destaca por sus altos valores de producción, técnica de dirección y profundidad psicológica de la actuación, especialmente de Ivan Mosjoukine. Está considerada una de las mejores películas rusas prerrevolucionarias.
La película fue la segunda producción de la historia, siendo la primera la adaptación al cortometraje mudo de la ópera Piotr Tchaikovsky de Piotr Chardynin en 1910. Yakov Protazanov utiliza una amplia combinación de técnicas narrativas, de puesta en escena y de cámara, muchas de las cuales eran inusuales para esa época, incluida la retrospección, visiones (prototipos de la corriente de conciencia ), tomas combinadas en pantalla dividida, analepsis, jump cuts, enfoque profundo y profundidad. puesta en escena y fundición.

## Trama
Como se describe en una magazine, Hermann, un oficial militar ruso con una fortuna limitada, queda fascinado cuando escucha la historia de la condesa Fedotovna, que ganó su fortuna jugando tres cartas particulares, cuya identidad se niega a revelar. Hermann consigue entrar a la casa de la condesa a través de un coqueteo con Lizaveta, pupila de la condesa. Se enfrenta a la condesa con un revólver y le exige saber las cartas que jugó. La condesa se desploma, muerta de miedo. Arrepentido, Hermann se va a casa. A la mañana siguiente le parece ver el fantasma de la condesa, quien le dice que las tres cartas son el tres, el siete y el as. Las dos primeras noches juega al tres y al siete y tiene éxito. La tercera noche apuesta todo su dinero, seguro de que la carta será el as. Sin embargo, descubre que su propia carta se ha convertido en la reina de espadas y lo ha perdido todo. Con la pérdida de su fortuna también pierde la cabeza.

## Elenco
- Hermann - Ivan Mosjoukine
- Lizaveta Ivanovna - Vera Orlova
- La condesa Anna Fedotovna de anciana - Yelizaveta Shebueva
- La condesa de joven - Tamara Duvan
- Conde Fedotovna - Pavel Pavlov
- Conde St. Germain - Nikolai Panov

## Medios domésticos
La película ha sido lanzada en DVD. Así mismo, puede verse en plataformas digitales.